# Slag bij Alkmaar
De Slag bij Alkmaar vond plaats op 2 oktober 1799, tijdens de Brits-Russische expeditie naar Noord-Holland. De veldslag werd uitgevochten door de Brits-Russische expeditietroepen tegen Franse revolutionaire troepen en hun Bataafs-Nederlandse bondgenoten.
Hoewel de veldslag tactisch onbeslist bleef, kregen de Brits-Russische troepen wel een strategisch voordeel in handen. Hierdoor besloot de Frans-Bataafse opperbevelhebber, generaal Guillaume Brune, om zijn troepen de volgende dag terug te trekken naar een linie tussen Castricum en Monnickendam. Daar zou de laatste en beslissende veldslag van de veldtocht, de Slag bij Castricum, op 6 oktober plaatsvinden.
De benaming van de veldslag is misleidend omdat de gevechten niet zozeer bij Alkmaar maar voornamelijk rond Bergen plaatsvonden. De veldslag wordt daarom ook wel de Tweede Slag bij Bergen genoemd.

## Achtergrond
Franse revolutionaire troepen onder bevel van generaal Pichegru vielen in 1795 de Nederlandse republiek binnen. Stadhouder Willem V vluchtte naar Engeland en Nederlandse patriotten riepen de Bataafse Republiek uit, een de facto vazalstaat van Frankrijk.
In 1799 brak de Tweede Coalitieoorlog uit. De Britten besloten om, samen met hun Russische bondgenoten, een inval te doen in Nederland om de Bataafse Republiek ten val te brengen en de stadhouder te herstellen. Op 27 augustus landden de Britten bij Callantsoog en vestigden een bruggenhoofd in de kop van Noord-Holland.
De (eerste) Slag bij Bergen op 19 september was onbeslist. Het Brits-Russische offensief werd een halt toegeroepen door slecht weer; aanhoudende regenbuien maakte de wegen onbegaanbaar. De Frans-Bataafse verdedigers maakten gebruik van deze pauze door de inundaties van het laaggelegen oostelijke deel van Noord-Holland af te ronden. Deze maakten het al snel geheel onmogelijk voor de Brits-Russische invallers om via het oosten van het schiereiland naar het zuiden op te rukken.
De gevechtspauze door het slechte weer had ook voordelen voor de geallieerden. De laatste Russische troepen bestemd voor het front in Noord-Holland, een divisie van 6.000 man onder bevel van generaal Emmé, arriveerden in deze periode. Met verdere Britse versterkingen had de expeditiemacht nu een sterkte van zo'n 40.000 man, aanzienlijk meer dan de totale sterkte van de Franse en Bataafse verdedigingstroepen.

## Verloop

### Aanvalsplan van de geallieerden
De hertog van York, opperbevelhebber van het Brits-Russische expeditieleger, besloot zijn numerieke voordeel zo snel mogelijk te benutten. Zijn plan was om de geallieerde aanval geheel op de Frans-Bataafse linkervleugel te concentreren. Deze bestond uit de 2e Bataafse Divisie bij Koedijk (die nog steeds onder bevel stond van generaal Bonhomme; Dumonceau was gewond geraakt in de Slag bij Bergen) en de Franse divisie van generaal Vandamme tussen Alkmaar en de Noordzee, rond Bergen. De aanval begon op 30 september, maar de wegen bleken nog in zeer slechte staat, waardoor de geallieerde soldaten al snel tot hun knieën in de modder wegzonken. De aanval werd daarom uitgesteld tot 1 oktober (de verjaardag van tsaar Paul I van Rusland) en vervolgens weer uitgesteld tot 2 oktober.
De Brits-Russische troepen waren als volgt opgedeeld:
- Op de rechtervleugel was een colonne onder bevel van Abercromby, bestaande uit zo'n 8.000 man infanterie en 800 cavalerie. Deze colonne rukte op over het strand en de zeedijk bij Petten naar Egmond aan Zee.
- In het midden waren twee colonnes van zo'n 6.000 man Russische infanterie en cavalerie (huzaren en lansiers) onder bevel van Essen. Een colonne rukte op naar Bergen via de zijdijk bij Petten, de tweede colonne (onder bevel van Sedmoratzky) bewoog parallel aan de eerste.
- Op de linkervleugel was een colonne van zo'n 6.000 man onder bevel van Dundas, bestaande uit 3 infanteriebrigades aangevuld met dragonders en artillerie. Twee van de brigades (die van Coote en Chatham) zouden de Russen ondersteunen bij hun aanval op Bergen en contact houden met Abercromby's colonne. De derde brigade (Burrard) zou langs het kanaal van Alkmaar oprukken en de Bataafse troepen bij Schoorldam aanvallen, ondersteund door een flottielje van zeven kanonneerboten onder commando van Home Riggs Popham.
- Op de uiterste linkervleugel was een colonne van 7.000 man Britse en Russische infanterie en 250 man cavalerie onder bevel van Pulteney. Deze colonne zou de linkerflank beschermen tegen een aanval door Daendels' divisie. De colonne zou tevens de andere colonnes ondersteunen en, indien mogelijk, de Frans-Bataafse flank aanvallen.[3]

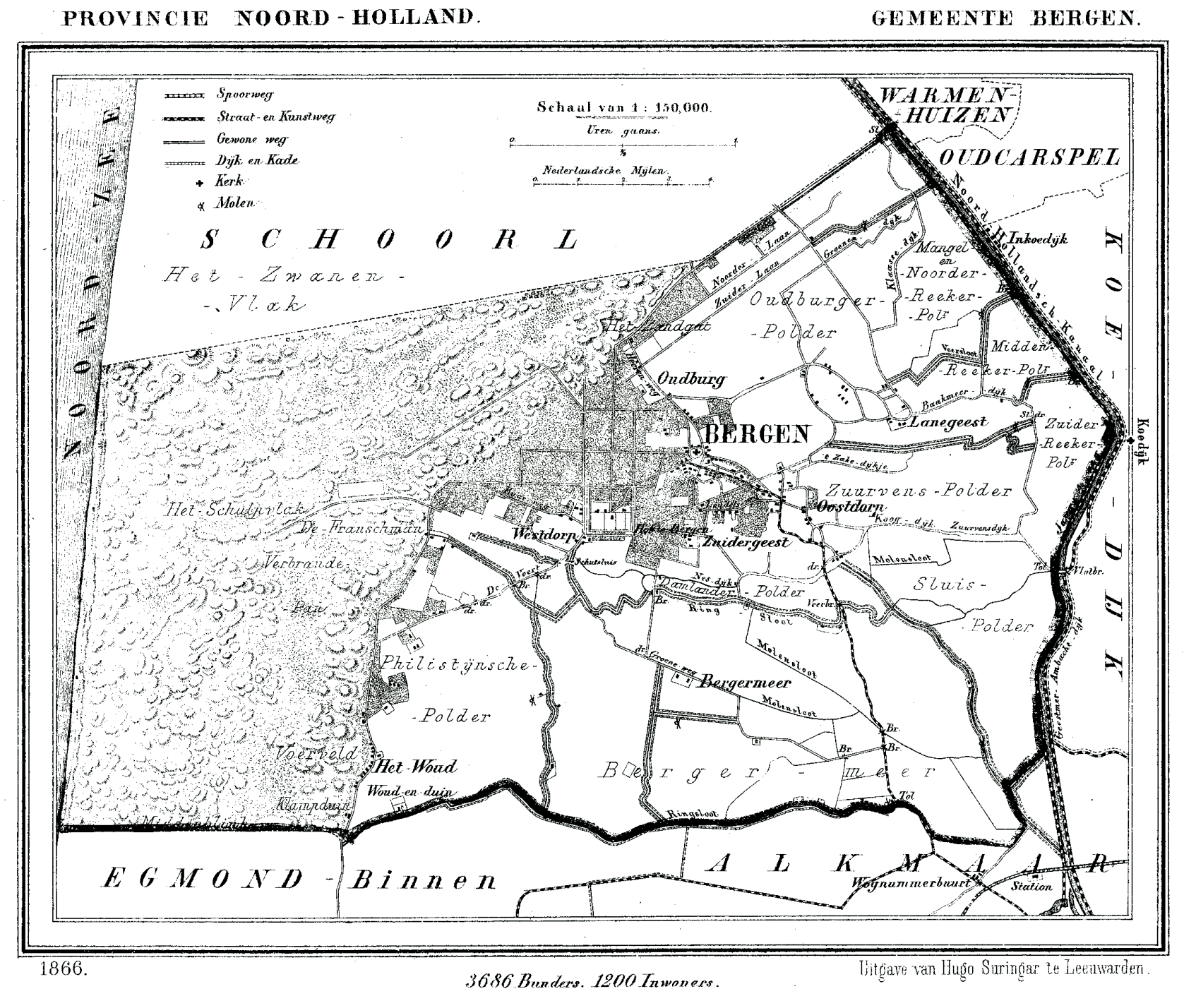
Kaart van het slagveld bij Bergen

De hoofdaanval zou dus op Bergen zijn. Anders dan in de eerste Slag bij Bergen werd de aanval deze keer geconcentreerd op een veel smaller front, tussen Schoorl en de Noordzee. Aangezien Abercromby over het strand zou oprukken naar een punt voorbij de Franse linkerflank, voorzag het plan dus feitelijk in een tangbeweging.

### Veldslag
De eerste fases van de veldslag gingen volgens het geallieerde plan. Om alle colonnes tegelijkertijd te laten bewegen, moest het tijdpunt waarop de colonnes vertrokken uitgesteld worden tot het ebgetijde (om half zeven 's ochtends), zodat Abercromby's colonne genoeg ruimte had om over het strand op te rukken. Coote and Chatham verdreven al na korte tijd de Fransen uit de duinen en hun voorposten in Camperduin en Groet. Essens centrale colonne rukte vervolgens voorzichtig op. Ondertussen dreven Burrard en Sedmoratzky de Franse en Bataafse troepen uit Schoorl en Schoorldam en in de richting van Koedijk. Hier stopten ze en namen niet verder deel aan de veldslag, met uitzondering van het artilleriebombardement dat ze de rest van de dag op Koedijk en Bergen uitvoerden.
Ondertussen was de Franse linkervleugel teruggevallen naar Bergen. Dit was een sterke positie en de hertog van York realiseerde zich dat hij de Fransen uit Bergen moest verdrijven; het was de enige manier op zich van een overwinning te verzekeren. Hij gaf Chatham daarom bevel om zijn brigade de duinen in te sturen en samen met Coote's brigade de Fransen in de duinen aan te vallen. Ze wisten de Fransen terug te dringen en hun positie in de duinen bij Bergen op te geven. Alles leek nu klaar voor een aanval op Bergen zelf, maar Essen aarzelde of hij zijn Russische troepen ook aan deze aanval zou laten meedoen. Aangezien de twee Britse brigades niet genoeg sterkte hadden om Bergen in te nemen, bleef de geallieerde aanval hierdoor steken.
De Fransen merkte de Russische aarzeling op en begonnen een heftige tegenaanval vanuit Bergen met twee colonnes onder bevel van de generaals Gouvion en Boudet. Deze tegenaanval werd echter weer een halt toegeroepen door de Britse reserve en Coote's brigade. De Fransen werden uit de duinen verdreven na zware gevechten. Bergen bleef echter in Franse handen. De colonne van Dundas behield vuurcontact met de Fransen tot 11 uur 's avonds, maar boekte die dag geen verdere vooruitgang.
Terwijl deze gevechten bij Bergen plaatsvonden, was Abercromby's colonne langzaam maar zeker over het strand naar het zuiden gemarcheerd. Door het inkomende vloedgetijde werd het strand echter steeds smaller, waardoor de infanterie gedwongen was om over rul zand te marcheren, terwijl de cavalerie door de branding moest waden. Na enige tijd werden de Britten opgemerkt door de Fransen, die scherpschutters in positie brachten. Deze veroorzaakten zware verliezen aan Britse zijde, vooral bij de officieren. Abercromby's stuurde meer en meer troepen om de scherpschutters te verjagen, maar de Fransen brachten tegelijkertijd versterkingen naar het front die een sterke positie in de duinen innamen, zodat de Britten op het strand niet meer verder konden. Generaal Moore's 4e brigade probeerde de Fransen met een bajonetaanval te verdrijven, maar de Franse linie hield stand. Twee van Abercromby's paarden werden van onder hem doodgeschoten en Moore raakte zwaargewond. Uiteindelijk lukte het de Britten om de Franse verdediging te penetreren en de weg tussen Bergen en Egmond aan Zee te bezetten, waardoor de Franse uiterste linkervleugel bij Egmond aan Zee afgesneden werd.

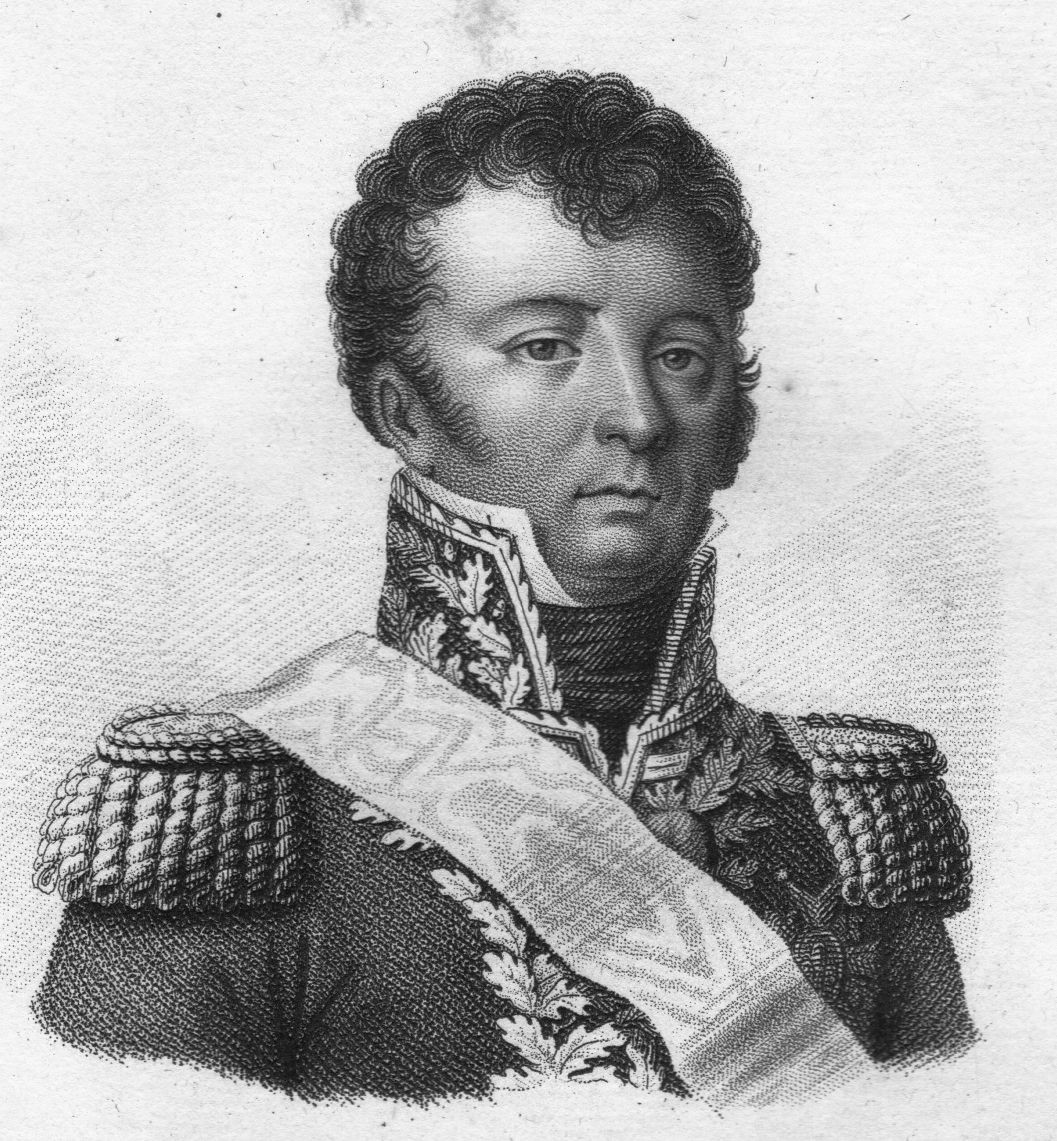
Dominique Vandamme

De Franse bevelhebber Brune, die zich nog steeds in Bergen bevond, gaf bevel aan Vandamme om persoonlijk het commando over te nemen van de Franse troepen die Abercromby's colonne stand hadden gehouden. Daendels kreeg commando van Brune om zijn Bataafse cavalerie en infanterie van zijn positie op de uiterste rechtervleugel via Alkmaar te sturen en de Franse linkervleugel te versterken. Bij aankomst in Egmond aan Zee merkte Vandamme dat Abercromby's paardgetrokken artillerie te ver vooruit was gegaan op het strand. Vandamme dacht dat hij een kans had om de veldslag in Franse voordeel te keren door met een cavaleriecharge de kanonnen te veroveren. Maar hij had geen rekening gehouden met de dragonders van Henry Paget, die hem plotseling overvielen zodra hij de Britse kanonnen had veroverd. De Franse cavalerie vluchtte in paniek, helemaal terug naar Egmond aan Zee.
Na deze laatste actie viel het donker en eindigde de veldslag. Abercromby wist dat hij al voorbij Bergen was opgerukt en besloot de nacht op het strand door te brengen. Zowel zijn soldaten als zijn paarden kwamen om van de dorst omdat er weinig drinkwater in de duinen te vinden was.
Brune voelde zich niet direct bedreigd door Abercromby maar had wel door dat Abercromby de Franse linkerflank aan kon vallen en dat het contact tussen Bergen en Egmond aan Zee door de Britse troepen was afgesneden. Hij besloot daarom om zijn positie in Bergen op te geven en de volgende dag een strategische terugtrekking te beginnen, helemaal terug naar de linie Wijk aan Zee - Castricum - Uitgeest. Hoewel de veldslag dus met een klein tactisch voordeel voor de Britten eindigde, was het wel een belangrijke strategische overwinning voor de Britten. Alkmaar, achtergelaten door de Franse en Bataafse troepen, opende haar poorten voor de Britten en hees de oranje stadhoudersvlag.
De geallieerde verliezen in de veldslag waren 2.200 doden en gewonden, waaronder veel officieren, ook negen hogere officieren. De verliezen aan Frans-Bataafse kant werden geschat op 3.000. Een aantal Britse regimenten kreeg het recht om de eredistinctie "Egmond op Zee" [sic] te dragen op hun vaandels.

## Gevolgen
In de dagen na de veldslag leken de Britten de overhand te hebben bemachtigd. Ze hadden een groot deel van Noord-Holland in handen, waaronder de meeste steden. Een groot deel van het schiereiland, waaronder de Schermer-, Beemster- en Purmer-polder, waren echter onder water gezet door het Bataafse leger. De geallieerden konden daarom geen voedsel betrekken van deze gebieden en moesten hun voorraden over zee laten aanvoeren. De geallieerde oprukking naar het zuiden had ook de bevoorradingslijnen vanuit Den Helder een stuk langer gemaakt. De zeer slechte staat van de wegen, die door de aanhoudende regen bijna onbegaanbaar waren geworden, maakte de bevoorrading nog moeilijker. De hertog van York was daarom gedwongen om zijn offensief op Haarlem te richten.
Ondertussen kwamen nieuwe Franse versterken uit de zuidelijke Nederlanden aan bij het front, en steeds meer geallieerde soldaten werden getroffen door ziekte. De hertog van York besloot daarom op 6 oktober tot een gewapende verkenning. Door impulsief gedrag van de Russen eindigde dit in een veldslag, de Slag bij Castricum op 6 oktober, die de geallieerden verloren. Met het oog op de steeds slechter wordende strategische situatie besloot de Hertog van York om zijn troepen weer helemaal naar het oorspronkelijke bruggenhoofd in de Zijpe-polder terug te trekken, en op 10 oktober tekende hij de Conventie van Alkmaar, waarbij de geallieerden zich terugtrokken uit Noord-Holland. Op 19 november waren de laatste geallieerde troepen weg uit Nederland.